# Тимофеев, Дмитрий Иванович
Дмитрий Иванович Тимофеев (23 ноября 1925, Ленинград — 3 октября 1995, Санкт-Петербург ) — советский и российский театральный актёр, режиссёр, педагог, деятель эстрады, народный артист РСФСР.

## Биография
Дмитрий Иванович Тимофеев родился 23 ноября 1925 года в Ленинграде. В 1950 году окончил Ленинградский государственный институт театра, музыки и кинематографии  (ЛГИТМиК) по специальности артист драматического театра (класс профессора Ю. М. Юрьева). 
В 1950—1960 был актёром и директором Драматического театра имени М. Горького (сейчас Озёрский театр драмы и комедии «Наш дом») в закрытом городе создателей советской атомной бомбы База-10 (позже Челябинск-40, сейчас Озёрск). В 1960—1961 годах играл в Ленинградском академическом театре драмы им. А. С. Пушкина. 
В 1963—1986 годах работал художественным руководителем Ленконцерта. В это время на ленинградской эстраде возник ряд интересных коллективов, были открыты творческие мастерские эстрадного искусства, сыгравшие большую роль в подготовке нового репертуара: Ленинградский мюзик-холл (худ. руководитель И. Я. Рахлин), ансамбль «Хореографические миниатюры» под руководством Б. Я. Эйфмана, вокально-инструментальный ансамбль «Поющие гитары» (руководитель А. Н. Васильев), театры «Время» (художественный руководитель А. Куницын), «Буфф» (художественный руководитель И. Р. Штокбант), «Эксперимент» (художественный руководитель В. В. Харитонов).  В этот период в Ленконцерте работали ансамбль «Дружба» под руководством А. Броневицкого, ансамбль «Куклы» (художественный руководитель Е. Левинсон), артисты Э. Пьеха, Б. Бенцианов, М. Павлов, Л. Елисеев, В. Ларионов, Э. Хиль, Т. Давыдова, М. Пахоменко, Л. Сенчина. Как режиссёр поставил ряд эстрадных программ на крупнейших площадках Ленинграда. Был непременным членом жюри многих всесоюзных конкурсов артистов эстрады.
Основатель (1976) и первый заведующий кафедрой эстрадного искусства ЛГИТМиК, на которой преподавал до 1989 года. Выпустил несколько курсов актёров и режиссёров эстрады. 
Умер 3 октября 1995 года в Санкт-Петербурге.
Похоронен на Смоленском православном кладбище Санкт-Петербурга.

## Награды и премии
- Заслуженный артист РСФСР за исполнение роли Ленина[3].
- Народный артист РСФСР (1981).